# SuisseMobile
 (mars 2017).
SuisseMobile est le réseau national pour le transport individuel non motorisé en Suisse, en particulier pour les loisirs et le tourisme. Il est lancé en 2008.

## Caractéristiques
Le transport individuel inclut la randonnée, le vélo, le VTT, le roller et le canoë-kayak. En Suisse, cela est une partie de la « mobilité douce ». SuisseMobile est une offre pour les touristes dans les domaines de la randonnée, du cyclotourisme, du VTT, du roller et de la pagaie. Le projet a été lancé en 1998. Les groupes de travail impliqués sont le Groupe de travail de la suisse à pied, les Amis de la nature suisse, le Club alpin suisse, l'Inventaire des voies de communication historiques de la Suisse, la Fédération suisse du tourisme, Suisse Tourisme, la Suisse à vélo et la Suisse à pied.
SuisseMobile est constitué des thèmes suivants :
- La Suisse à pied
- La Suisse à vélo
- La Suisse en VTT
- La Suisse en rollers
- La Suisse en canoë
- slowUp

La fin de la phase de construction a été achevée en été 2008 ; les signalisations ont commencé en mars 2008.
La Suisse dispose désormais d'un réseau de routes unique au monde pour les randonneurs, les cyclistes, les vététistes, les patineurs à roulettes et les pagayeurs.

## Projet
Le budget du projet s'élève à 15 millions de francs suisses. La Confédération et les cantons assument tous deux 45 % des coûts, les 10 % restants venant de fonds privés. Les informations sont transmises par Suisse Tourisme et les Chemins de fer fédéraux suisses (CFF). Les bases de SuisseMobile étaient La Suisse à vélo et l'Expo.02. SuisseMobile souhait d'augmenter quantitativement la mobilité en Suisse avec 11 millions excursions d'une journée, 500 000 excursions de plusieurs jours et 1,4 million de nuitées et donc atteindre un chiffre d'affaires de 500 millions de francs suisses.
La Suisse à vélo était le seul projet déjà existant. Les projections pour La Suisse à pied, en VTT, en rollers, en canoë et les routes régionales de vélo ont commencé dès 2003 par des ajustements de concepts et de propositions de financement. Des demandes de financement à la Confédération, les cantons et le secteur privé ont commencé au début de 2004, de sorte que le réseau MobilNet qui fournit l'information et l'échange entre Suisse Tourisme, SuisseMobile et les CFF a été lancé. Ensuite des sessions de formation avec les importantes régions touristiques et la planification ont commencé. Le réglage de la phase de planification a été à la fin de 2006.
La phase de déploiement de la signalisation des routes et de l'élaboration des InfoPoints, du guide et du site internet a duré du début de 2007 à mars 2008. L'exploitation des routes a commencé en mai 2008.
Les activités de SuisseMobile ont pour but de promouvoir le transport individuel non-motorisé et sa combinaison avec les transports publics et privés. Les principaux objectifs sont une préservation durable de grande qualité du réseau de la « mobilité douce » avec de l'aménagement du territoire et des ressources financières, le renforcement de la compétitivité touristique de la Suisse, ainsi que la création de précieux avantages économiques dans toutes les régions du pays, en particulier dans les zones rurales.
Les objectifs sont atteints si les offres développées de SuisseMobile ont été mis en œuvre, bien entretenu et conforme au marché développés, communiqués et vendus aux voyageurs individuels et forfaitaires.

## Signalisation
Chaque sport est spécialement signalé. Les routes sont divisées en routes nationales et régionales, en partie aussi des chemins locaux. Les routes nationales sont prévues pour plusieurs jours, les routes régionales pour deux à trois heures. La signalisation a été commencée en mars 2008. Ces innovations sont également en vigueur chez La Suisse à pied et La Suisse à vélo.

## Itinéraire
Les routes de tous les sports sauf le vélo, donc les sentiers de randonnée pédestre, VTT, rollers et canoë devaient à nouveau être signalé. Le réseau de La Suisse à vélo existait déjà.